# Atelier de Cézanne
Pour les articles homonymes, voir Paul Cézanne.
Le dernier « atelier de Cézanne » est situé sur la colline des Lauves, dans le nord d'Aix-en-Provence. C'est ici que Cezanne peint, entre 1901 et sa mort en 1906, quelques-unes de ses dernières œuvres. Cette bastide est aujourd'hui un des musées d'Aix.
Elle porte le label Maisons des Illustres depuis 2012. D'autres sites portent la mémoire du maître à Aix (Jas de Bouffan, cabanon de Bibémus) et Marseille (maison de l'Estaque).

## Histoire
Cezanne et son ami d'enfance Émile Zola arpentent dès leur adolescence les environs d'Aix
.
Cezanne vit et travaille entre autres
dans la bastide de ses parents au Jas de Bouffan,
dans son cabanon à Bibémus,
dans sa maison à L'Estaque
ou à Gardanne.
Cezanne a 62 ans quand il vend le Jas de Bouffan à la suite du décès de sa mère 
. En novembre 1901, il achète sur la colline des Lauves un petit domaine de 0,7 hectare de terre arable, muni d'un jardin, de pieds de pins, d'oliviers et de figuiers, et bordé par le canal du Verdon. Il dispose surtout d'une vue panoramique sur la montagne Sainte-Victoire. De cette montagne, Cezanne nous donnera pas moins de 44 huiles et 43 aquarelles.
Il y fait construire cette bastide

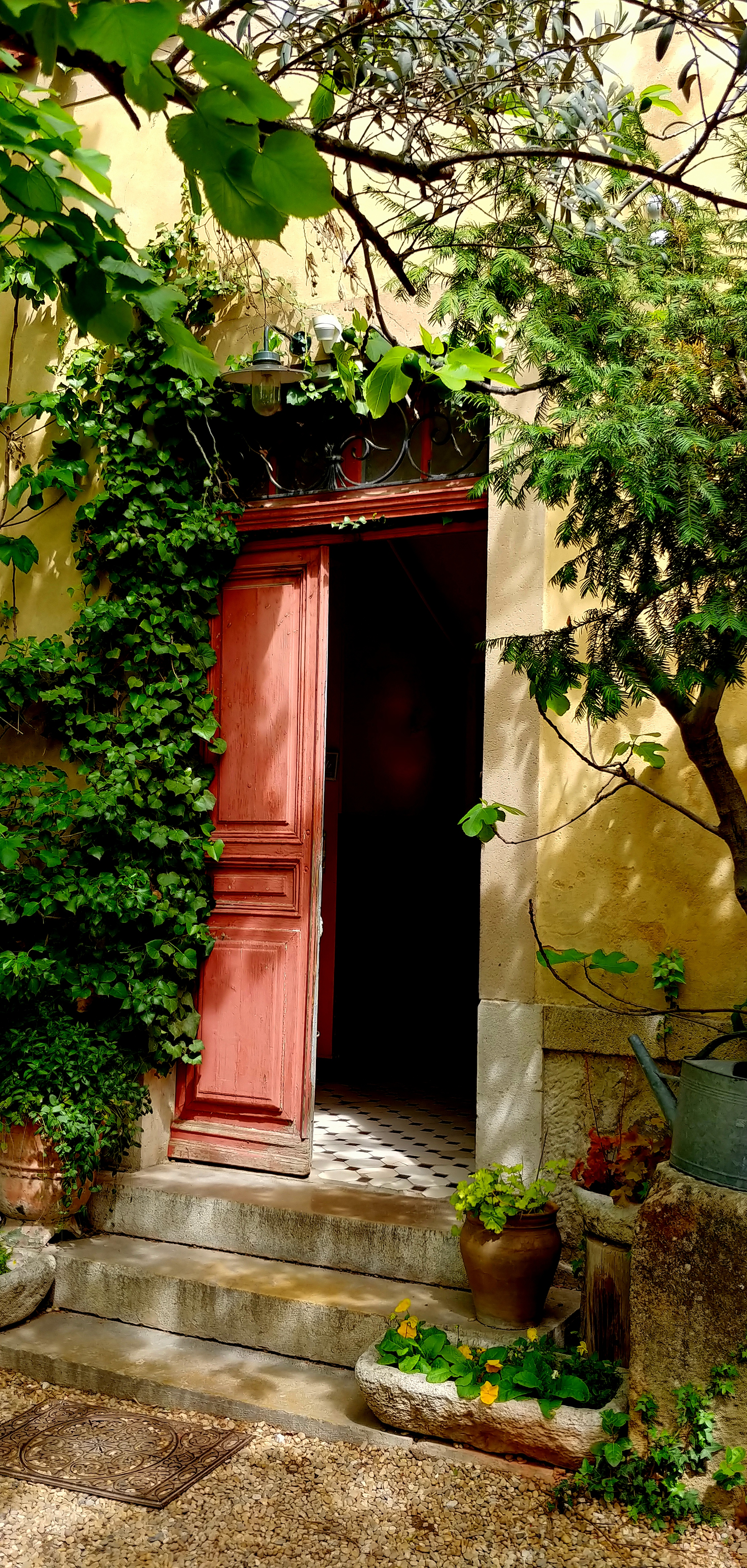
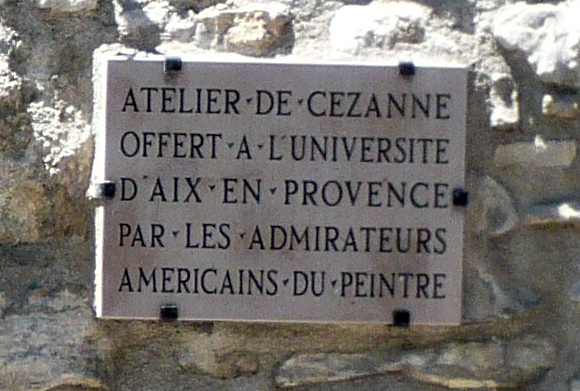
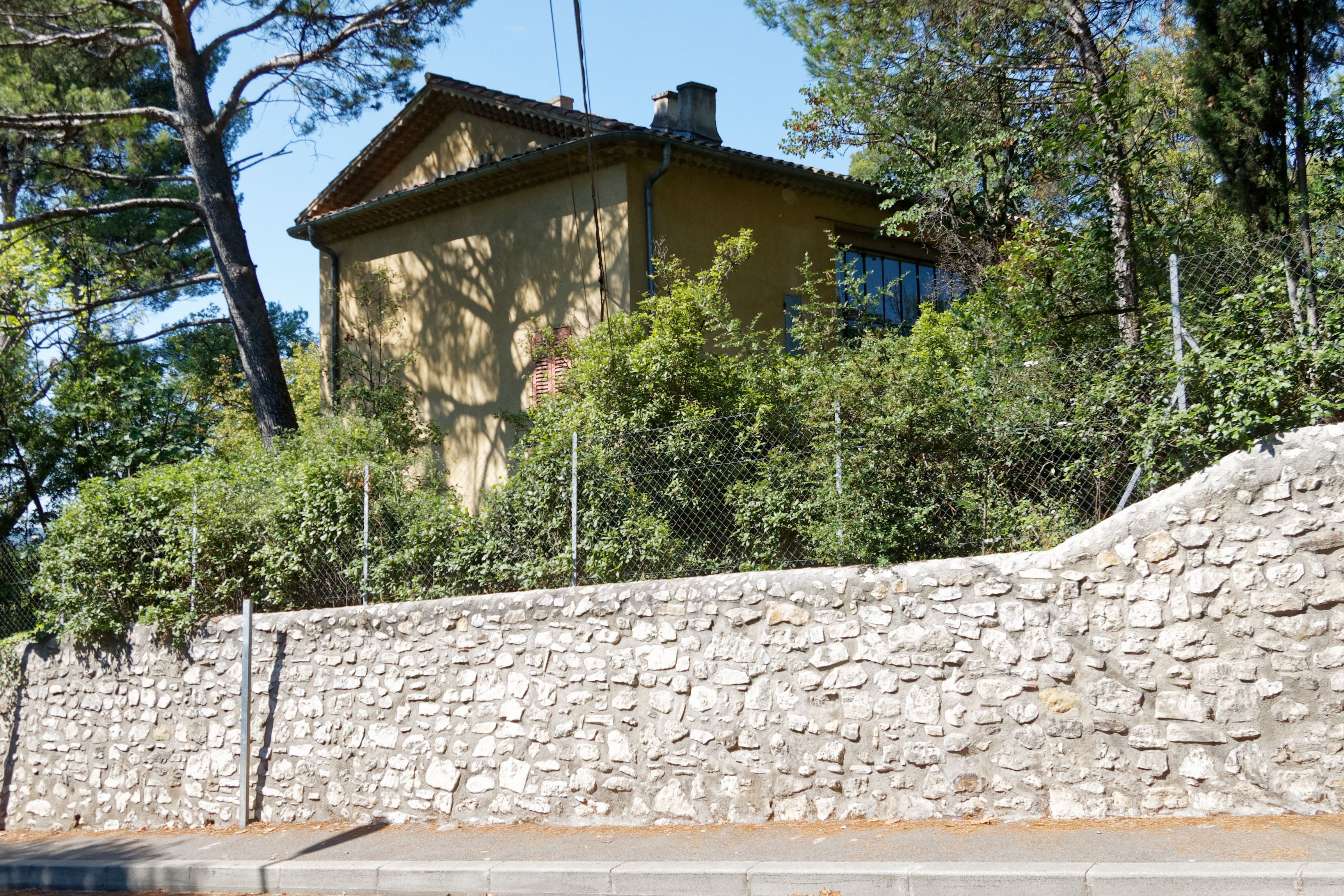
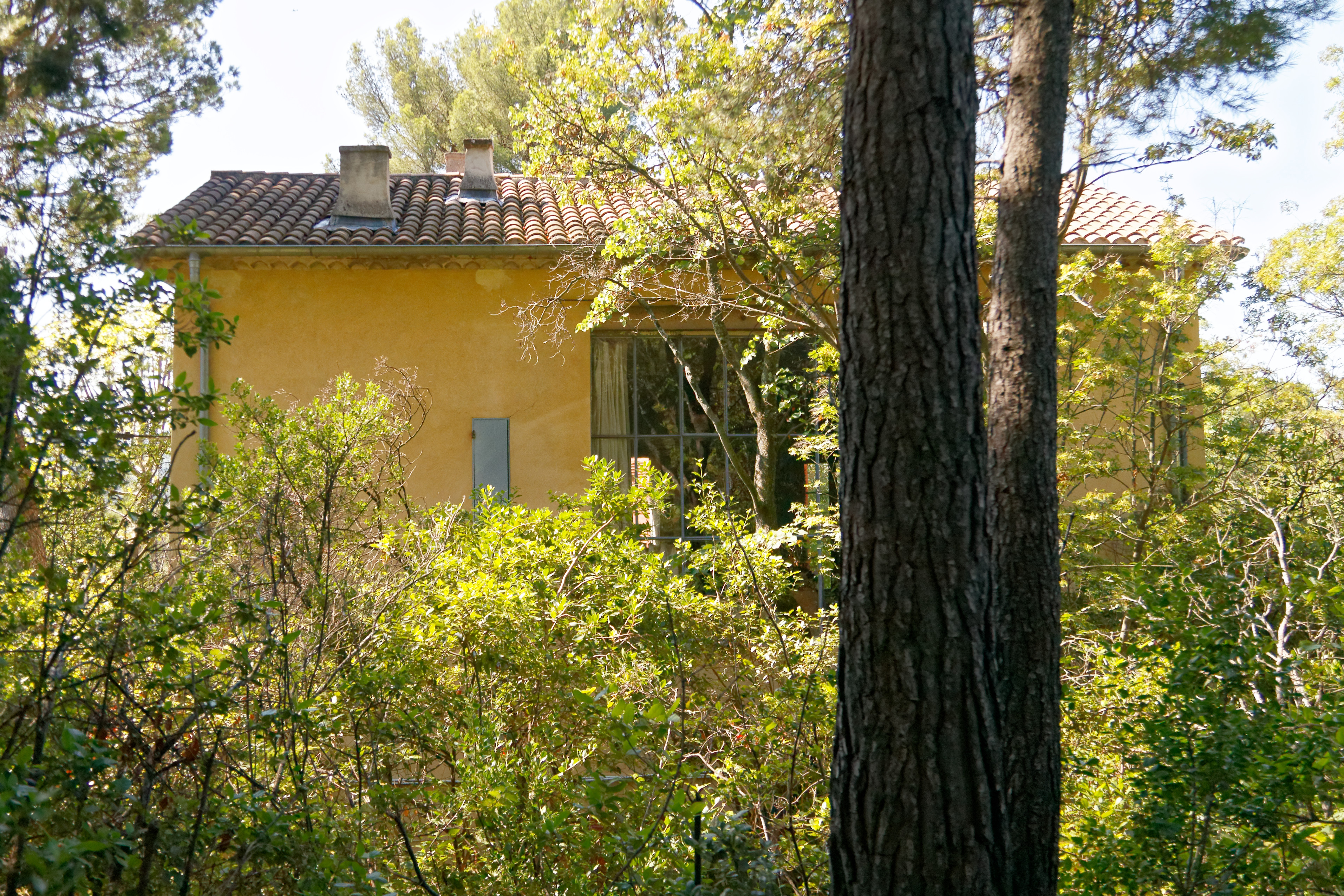
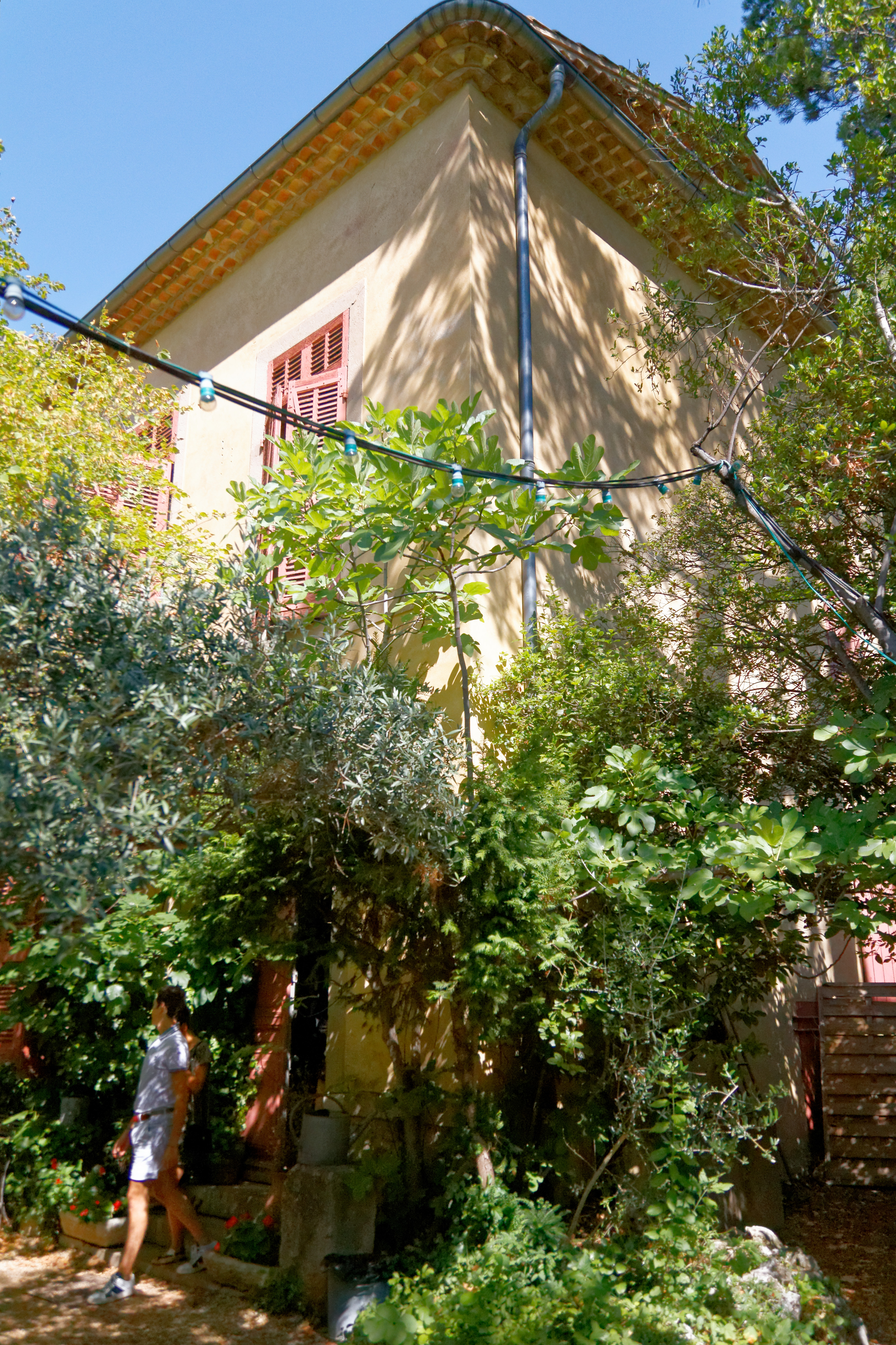

, et veille à ce que, à l'étage, une grande verrière baigne de lumière son atelier.
Il vit alors à Aix, avec son épouse et modèle Hortense Fiquet et leur fils, mais chaque jour il va, de six heures du matin à cinq heures de relevée, trouver dans ce « grand atelier d'artiste à la campagne », calme, solitude, lumière et inspiration. 
Son ami Émile Bernard s'installe brièvement au rez-de-chaussée de l'atelier en 1904.
Après la mort de Cezanne en 1906, l’atelier des Lauves reste fermé jusqu’en 1921. Cette année-là, le fils du maître le revend à l'écrivain Marcel Provence, qui y vit jusqu'à sa mort en 1951.

## Musée Cezanne
En 1952, les biographes américains James Lord et John Rewald fondent le Cezanne Memorial Committee (comité pour la mémoire de Cezanne) pour protéger les lieux de la démolition, l’acheter avec des dons américains, en faire don à l'Université d'Aix-Marseille, pour y inaugurer un musée Cezanne le 8 juin 1954, acquis en 1969 par la municipalité d'Aix-en-Provence. 

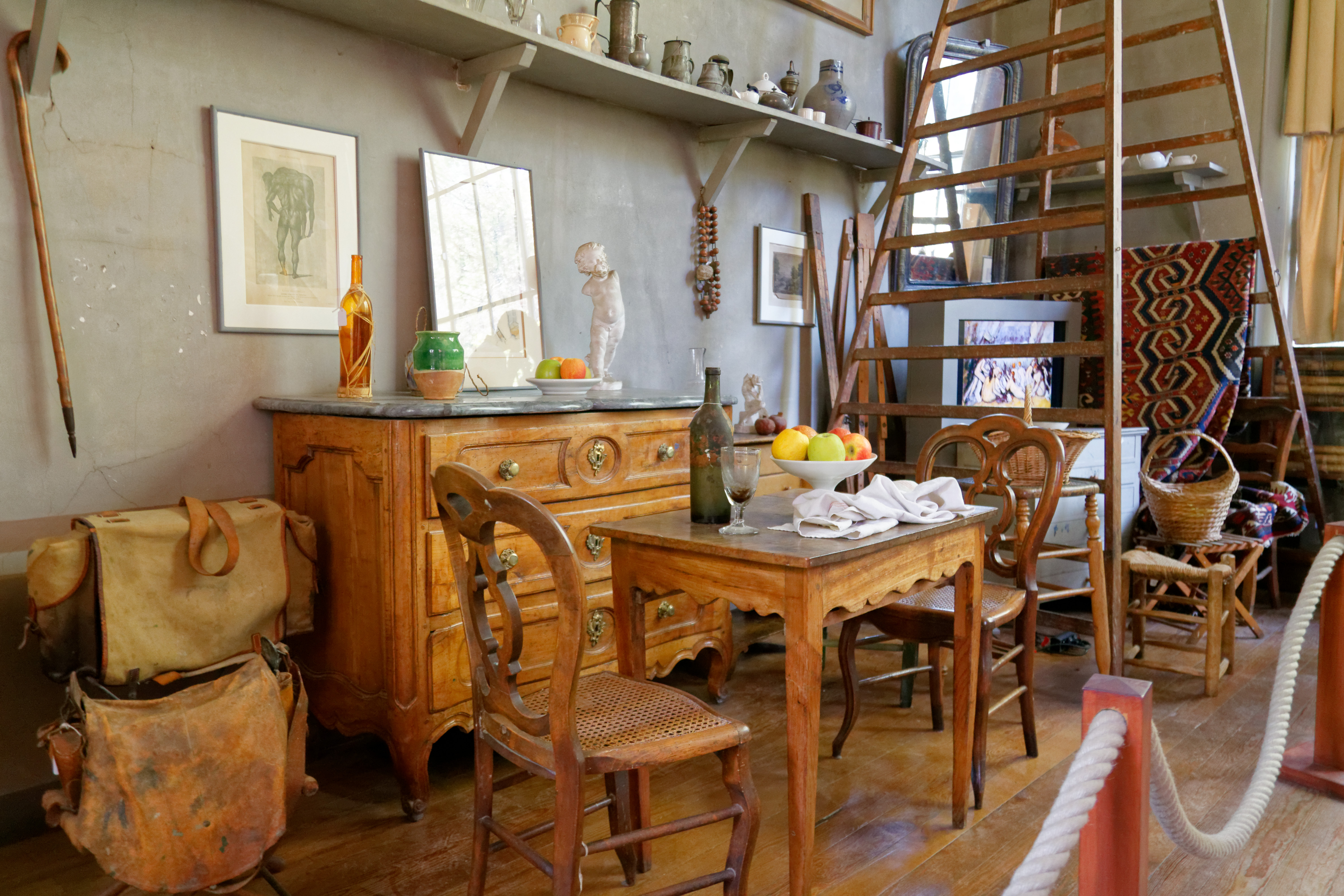
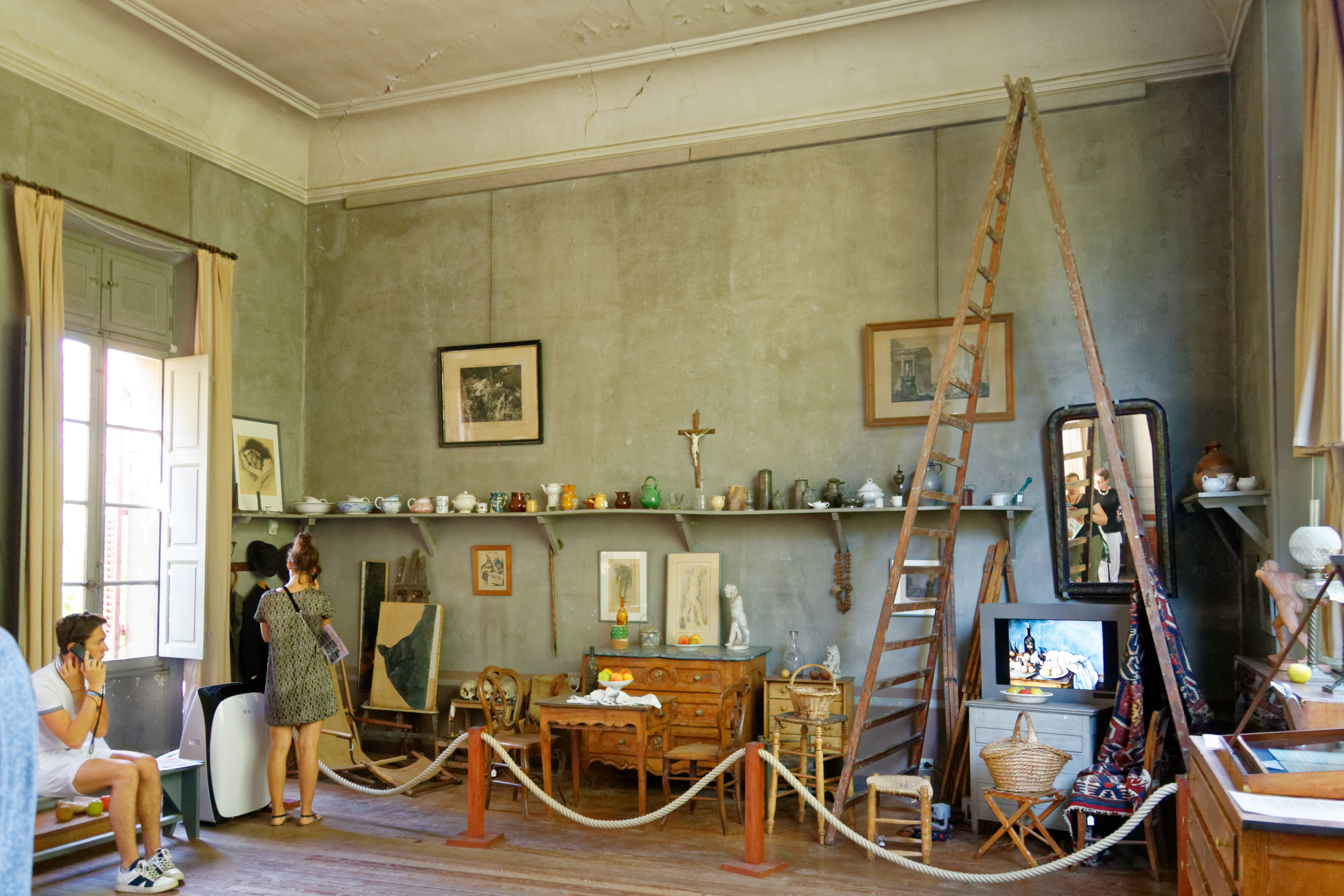
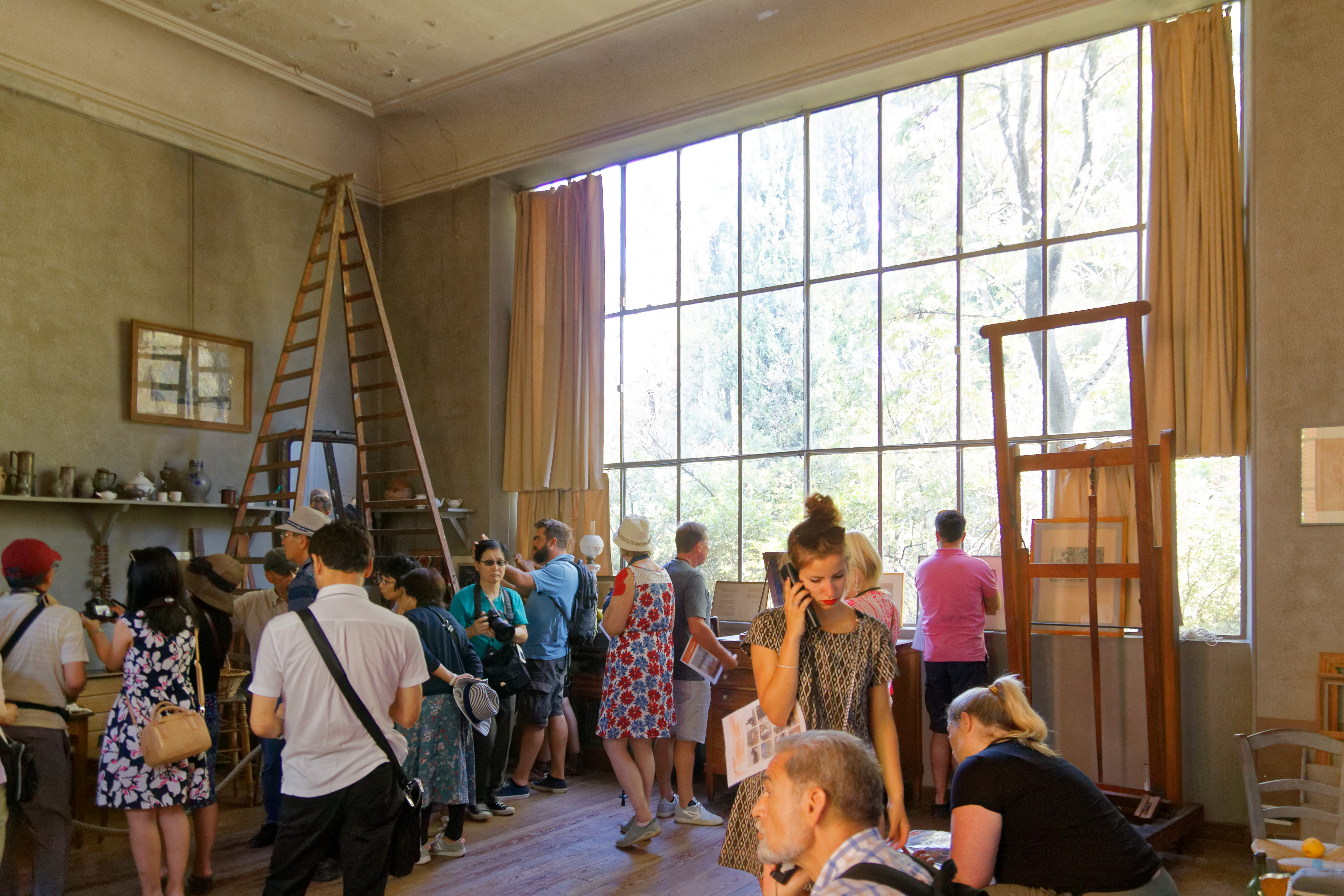
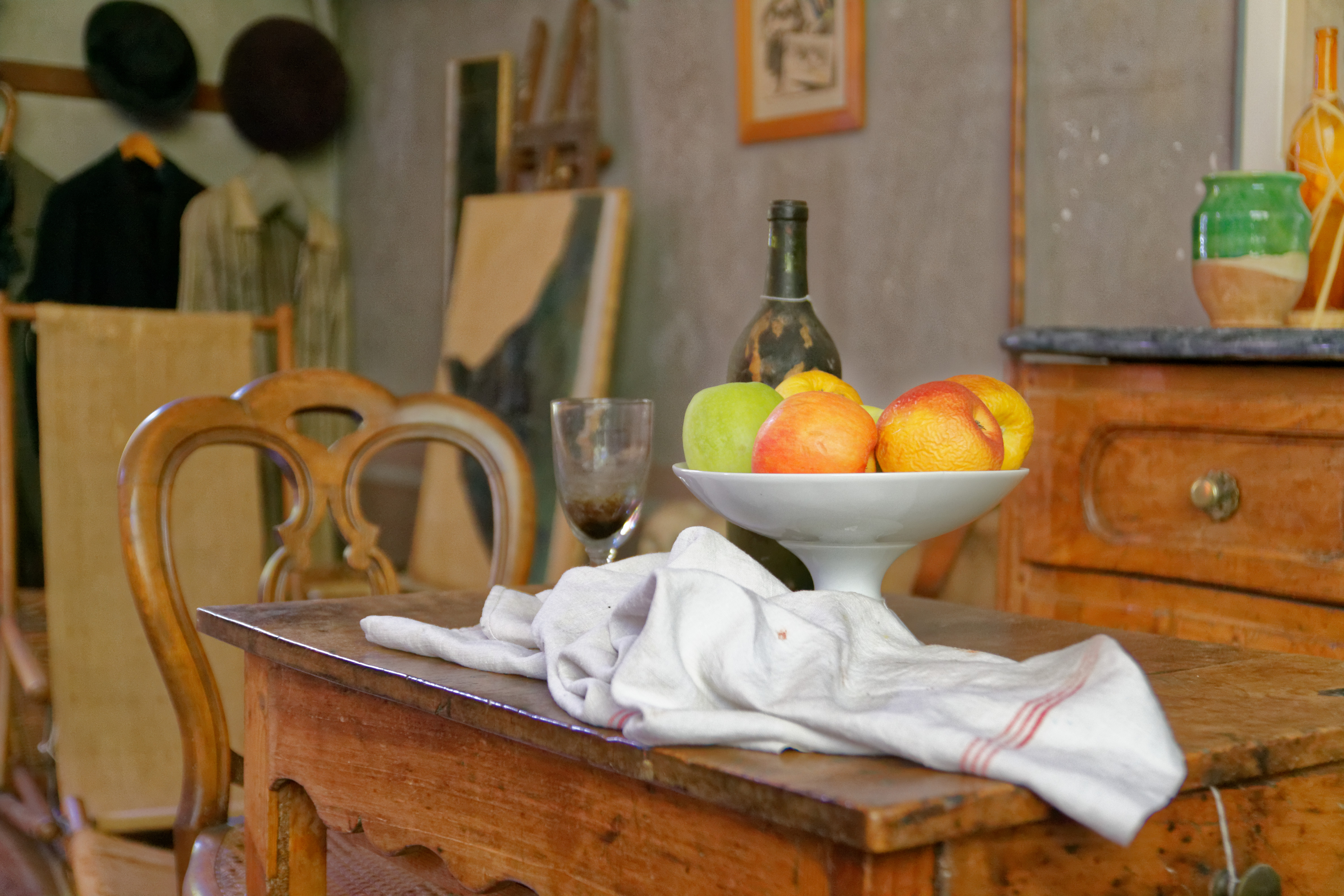
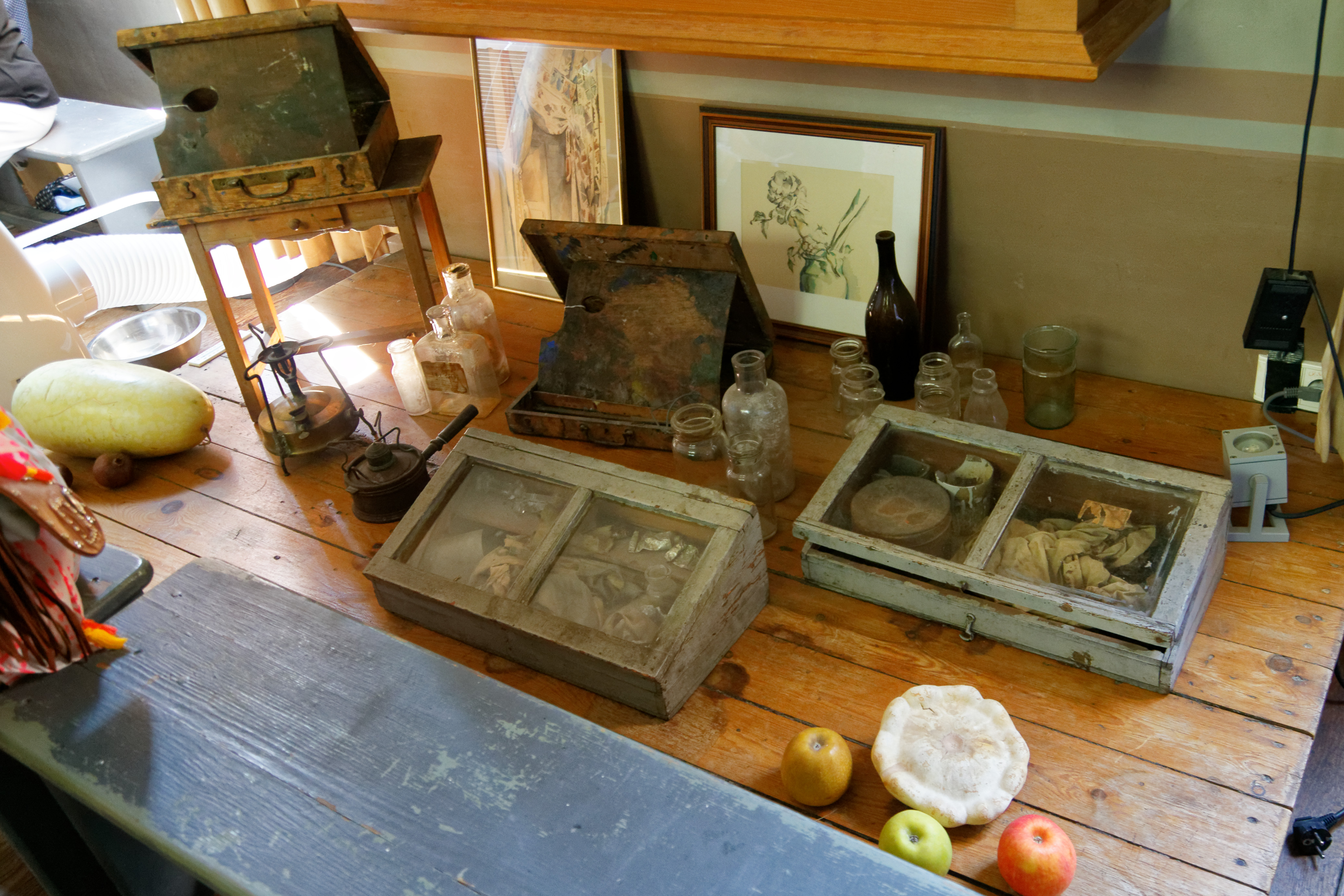

Le musée est une tentative de reconstitution de l'atelier d'artiste de Cézanne, et de son atmosphère de travail, avec quelques-unes de ses œuvres, décor, jardin, mobilier, objets personnels familiers, documents, écrits, matériel de travail, chevalets, pots de peinture, vêtements de travail, objets utilisés comme motifs, expositions temporaires...

## Le Jardin des peintres
À environ 1 km de l'atelier se trouve le Jardin des peintres (anciennement "Terrain des Peintres"), petit parc commémoratif aménagé à l'endroit même où Cezanne se rendait pour peindre la montagne Sainte-Victoire. Entre 1902 et 1906, il l'a peinte de cet endroit 17 fois à l'aquarelle et 11 fois à l'huile. Neuf de ses toiles sont reproduites sur des plaques de céramique.

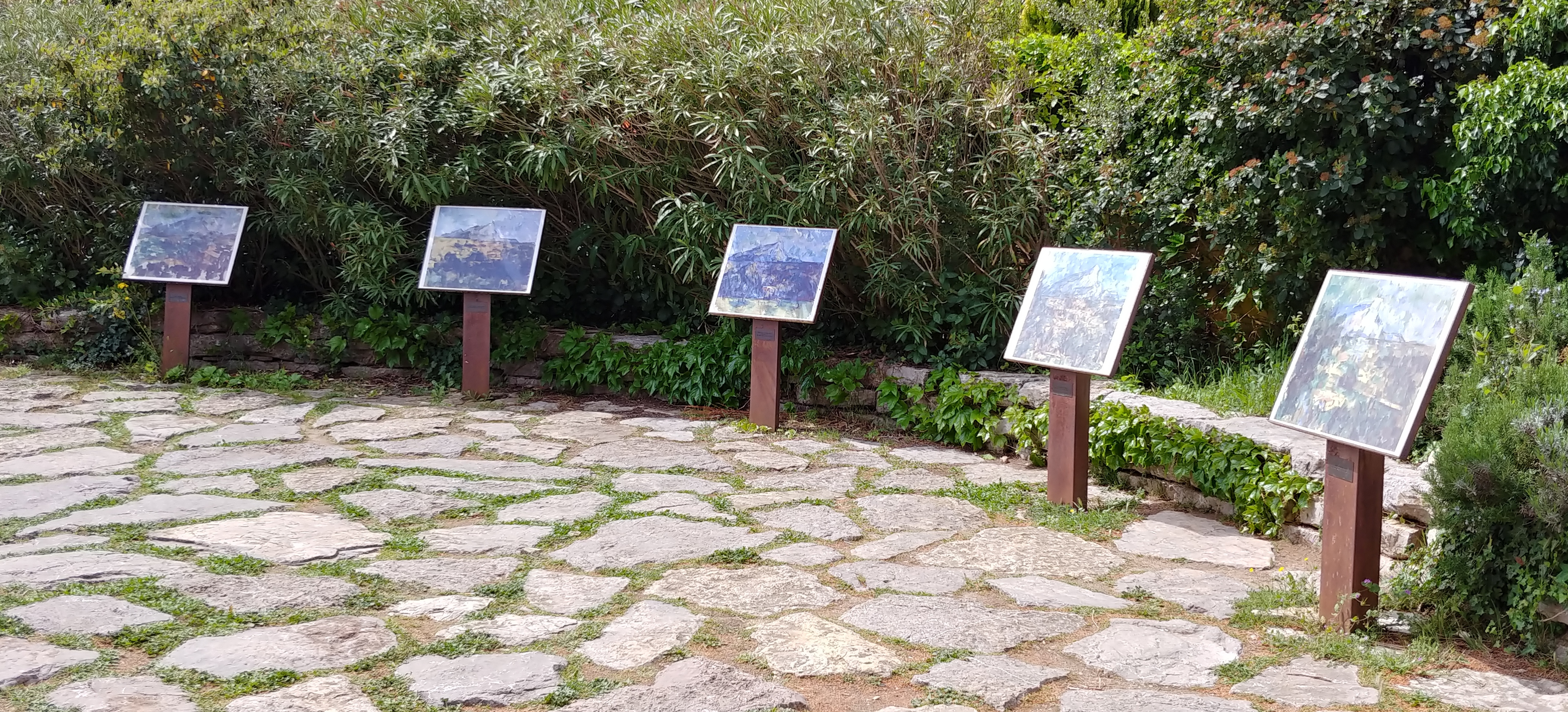
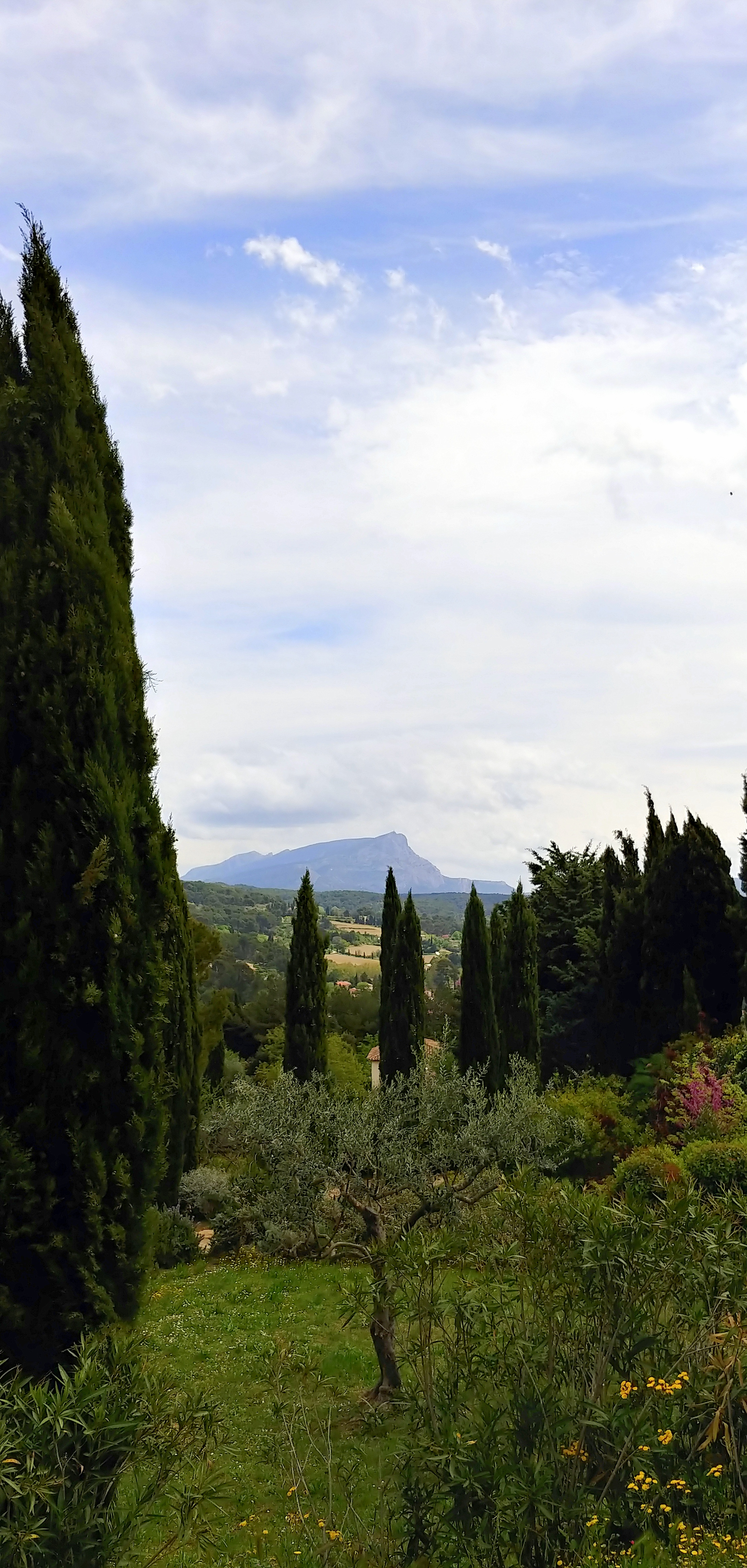
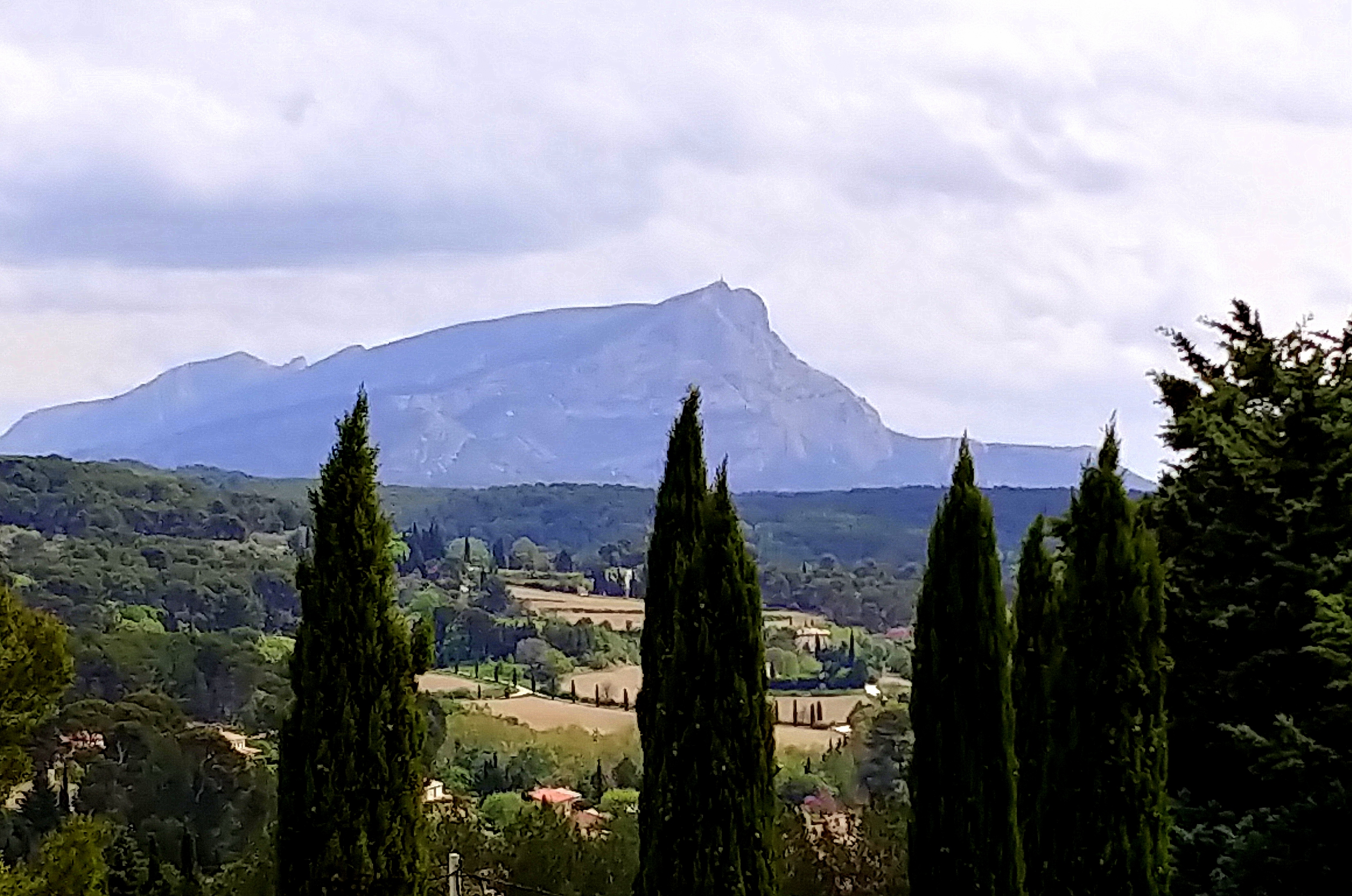
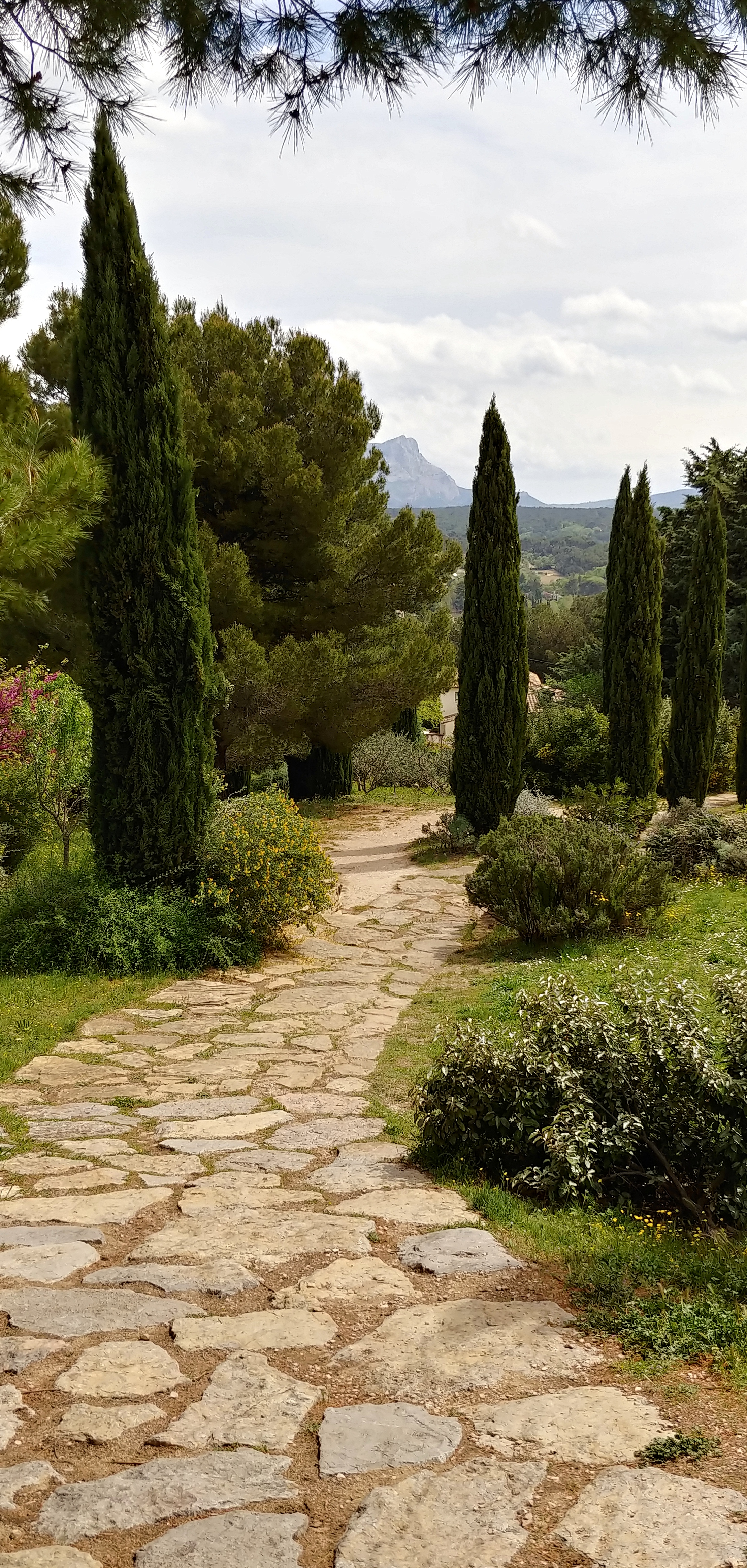
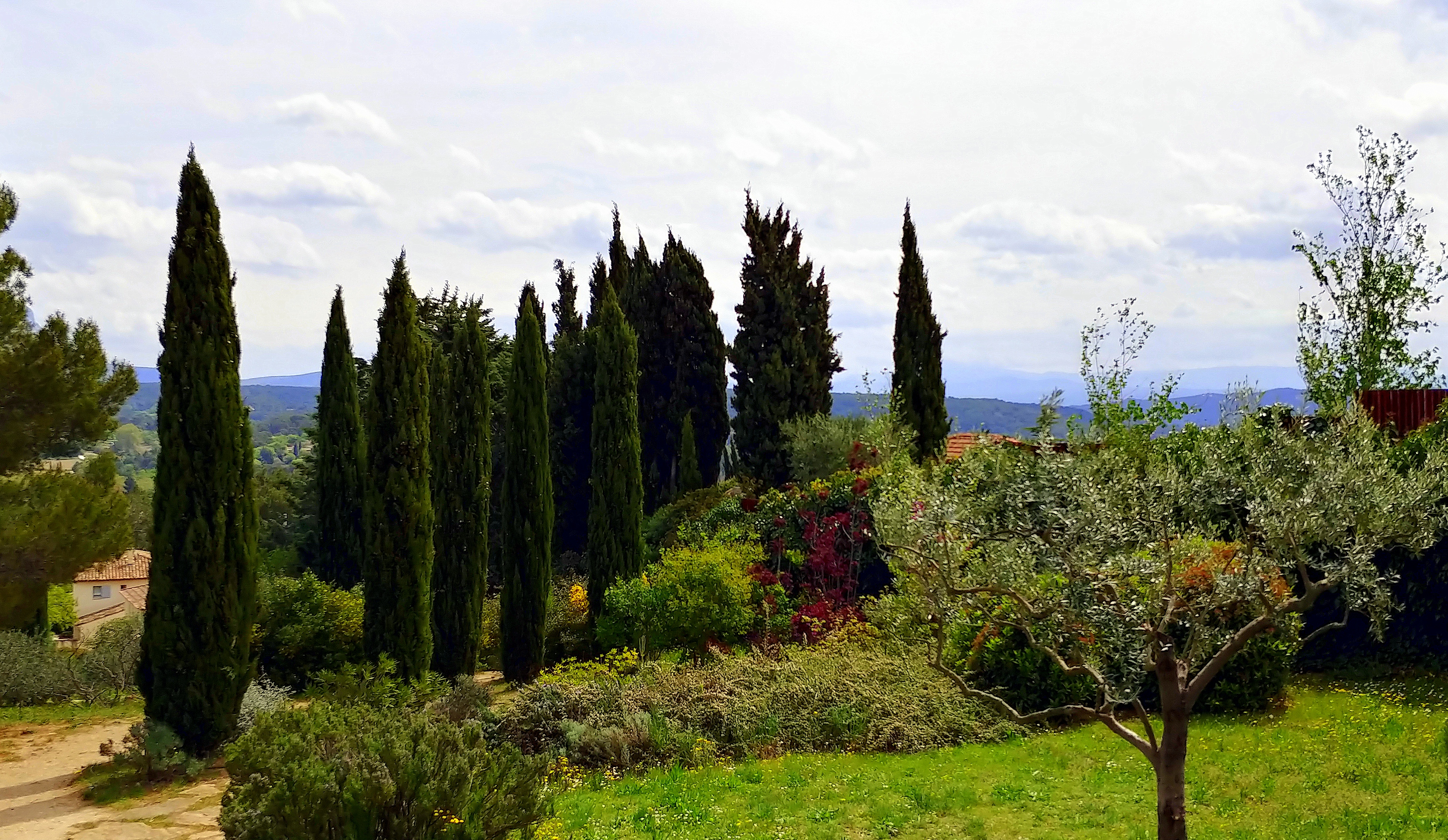

## Au cinéma
- 2016 : Cézanne et moi de Danièle Thompson (film sur l'amitié entre Paul Cézanne et Émile Zola, avec Guillaume Gallienne et Guillaume Canet[8]).

## En musique
En 1984 France Gall interprète sa chanson à succès Cézanne peint, sur fond de cigales, et de grillons provençal, écrite et composée par Michel Berger « l’été dans la campagne d’Aix, dans une maison face à la montagne Sainte-Victoire, à côté de l’atelier de Cézanne » pour son album Débranche !.